# Floating charge
Die floating charge ist im englischen property law ein Sicherungsmittel für eine Forderung. Die floating charge ist im Wirtschaftsleben eines der verbreitetsten Sicherungsmittel, allerdings kann nur ein Unternehmen als Sicherungsgeber auftreten: Privatpersonen oder einer partnership ist sie verwehrt (Ausnahme: Limited Liability Partnership). Sie ist ein aus der Rechtspraxis entstandenes Institut und wurde von der Rechtsprechung erstmals 1871 anerkannt; gesetzliche Regelungen bestehen bis heute fast nicht.
Sicherungsgegenstand der floating charge ist nicht ein einzelnes Recht oder ein einzelner Gegenstand: Mit der floating charge kann vielmehr das gesamte gegenwärtige und zukünftige Gesellschaftsvermögen (oder ein Teil davon) belastet werden. Der Sicherungsgeber kann allerdings weiterhin in the ordinary course of business über alle Gegenstände und Rechte verfügen; ein Erwerber erhält somit kein belastetes Recht oder Eigentum. Die dingliche Wirkung der floating charge tritt erst mit der crystallisation, d. h. der vom Sicherungszweck bestimmten Bedingung, ein und die floating charge wandelt sich in eine fixed charge. Zur Durchsetzung der fixed charge wird dann ein receiver (~ Zwangsverwalter) bestellt. Dieser kann zugleich als receiver and manager benannt werden und ist dann berechtigt, den Geschäftsbetrieb fortzuführen.